# Kim Adams

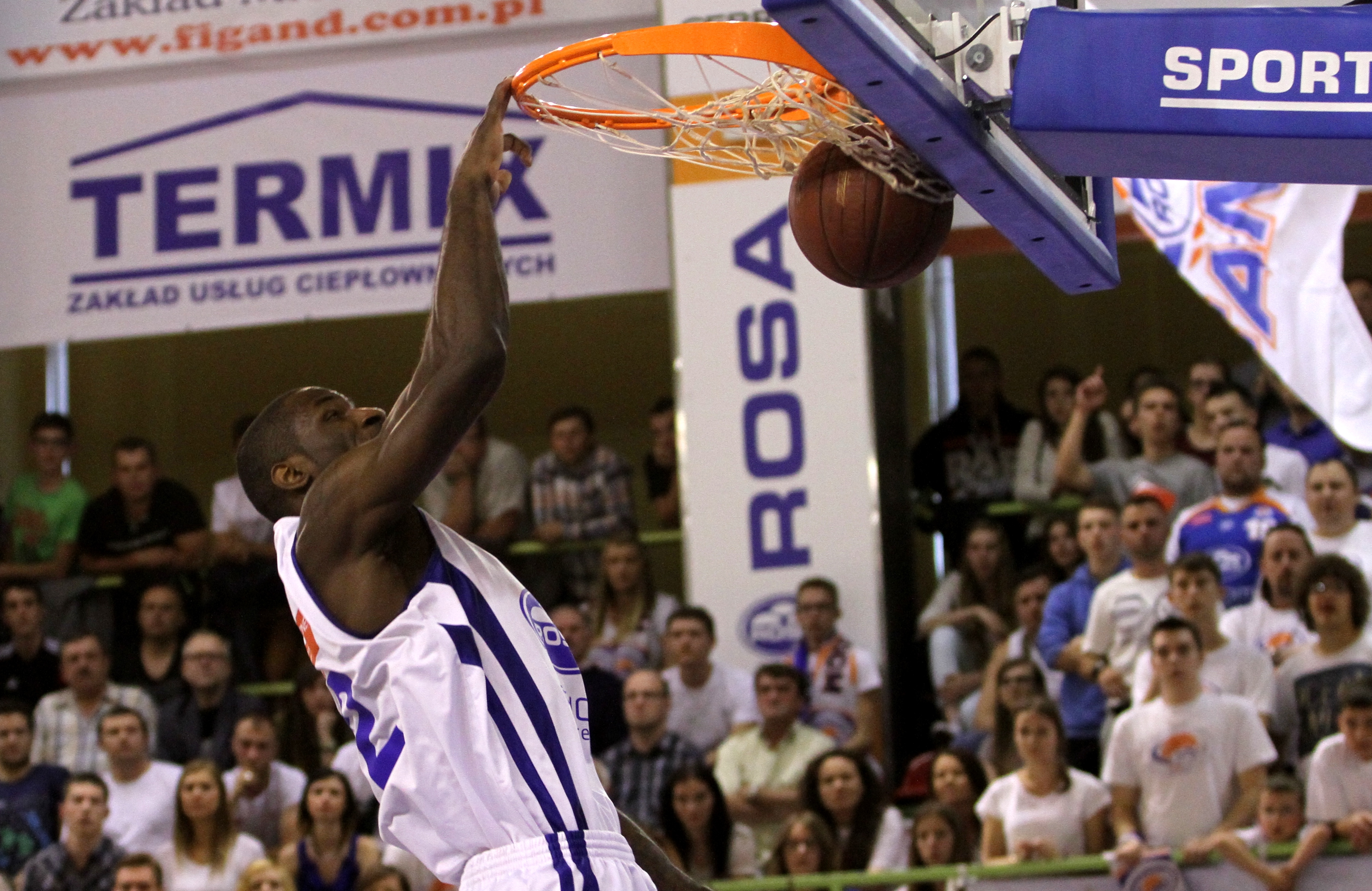
Adams podczas wykonywania wsadu.

Kim Adams (ur. 8 lutego 1982 w Little Rock) – amerykański koszykarz, występujący na pozycjach skrzydłowego oraz środkowego.
W latach 2012–2017 zawodnik zespołu Rosy Radom.

## Osiągnięcia
Drużynowe
- Mistrz:
  - Urugwaju (2007)[1]
  - Mozambiku (2010)[2][3]
  - hiszpańskiej ligi LEB Silver (2009 – III liga)[4]
- Wicemistrz:
  - WBA (2004)[5]
  - Polski (2016)[6]
- Zdobywca Superpucharu Polski (2016)[7]
- Finalista:
  - Superpucharu Polski (2015)[8]
  - Pucharu Polski (2015)
- Zdobywca:
  - Pucharu Polski (2016)[9]
  - Pucharu ligi LEB Silver (2009)[4]

Indywidualne
- Zaliczony do składu Uruguay LUB All-Imports Team (2007 przez Latinbasket.com)[1]